# Szász–magyar irodalmi kapcsolatok
Szász–magyar irodalmi kapcsolatok – A szászokkal az erdélyi magyarság betelepítésük idején, a 13. században már kapcsolatba került. A középkori egyház egyetemes kultúrája jó időre egyazon eszmeiségbe vonta mindkét nép (főképp egyházi) írástudó rétegét. A középkori egyetemeken szintén nem különültek el az erdélyi magyar vagy a szász közösségből kikerült ifjak. A reformáció is a természetes átjárás keretéül szolgált: Johannes Honterus ugyan kizárólag a szászság reformátora, de a szintén szász származású Heltai Gáspár már a magyar könyvnyomtatás alapjait rakta le, Dávid Ferenc pedig a lutheri, majd a kálvini tanítások követőjéből a „legmagyarabb vallás”, az unitarizmus alapítója lett.

## 16-19. század
A Honterus alapította brassói evangélikus gimnáziumban ugyanúgy találkozunk magyarokkal, mint ahogy a kolozsvári unitárius kollégiumban vagy Apáczai Csere János tanítványai között szász diákokkal. Az erdélyi szász közösség aztán a reformáció századaiban kiépíti a maga önálló kulturális és oktatási intézményhálózatát, az erdélyi magyar közösség a magáét. S ha történelmi sorsuk azonos is a fejedelmi Erdélyben, ezt a történelmi sorsot – a későbbi századokra kihatóan – más- és másképpen élik meg: Báthory Gábor, Bethlen Gábor fejedelemsége idején, majd a kuruc szabadságharc során, többnyire az ellentétes oldalon. Amikor pedig a fejedelemség önállósága megszűnik és a Habsburg uralkodók hatalma Erdélyre is kiterjed, a szászok a Birodalom egész erejét a hátuk mögött érzik, s a szembenállás csak erősödik a 19. század első felében, a nemzeti ébredés évtizedeiben, amikor az erdélyi közélet porondján kibontakozik a „nyelvharc” a magyar és a szász érdekeket képviselők között.
Az 1848-as forradalomban megfogalmazódó törekvések ugyan rokonok a magyar és szász progresszió megítélésében, s az első pillanataiban még körvonalazódik az egymásra találás lehetősége, de a „nyelvharc”-ban síkra szálló Stephan Ludwig Roth 1848 májusában már Bécsben látja az erdélyi szászok jogvédelmének biztosítékát, az Attila-regény világszabadságért lelkesedő szerzője, Joseph Marlin pedig nemsokára a Horea-féle felkelést tekinti 1848 történelmi előképének és igaza képviselőjének. A szász polgárság Bécsre támaszkodik a kiegyezést követő évtizedek magyar politikájával, oktatási és kultúrprogramjával szemben, s a kor szász irodalmában és tudományosságában a „Heimatliteratur” konzervatív, általánosító kliséi uralkodnak a barbár, műveletlen, erőszakos, elnyomó magyarokról.

## 20. század eleje
A változás a 20. század első évtizedeiben indul meg, az Adolf Meschendörfer által alapított Die Karpathen c. folyóirat (1907–14) képviselte irányzattal, amelynek képviselői egy modernebb irodalomeszmény nevében szembeszállnak a vidékies konzervativizmussal, és az irodalomban a művésziséget tekintik a megítélés fő kritériumának. Ezzel elindítói lesznek egy, a velük együtt élő népekkel és kultúrákkal szembeni új viszonyulásnak is. A Die Karpathen, majd a Klingsor köré csoportosult írókat vonzották a nyugatosok irodalmi eszményei: fordítások vagy kritikák révén megnyitották az utat a kortárs magyar irodalom (mindenekelőtt Ady Endre, de mellette Kosztolányi Dezső, Juhász Gyula, Bíró Lajos, Molnár Ferenc, Benedek Elek, Petelei István) felé. Hozzájárultak ennek a szemléletváltásnak az elmélyítéséhez az első világháború idején szerzett közös emberi tapasztalatok is: a háborúban részt vevők közös sorsa, kiszolgáltatottsága, miáltal a született művekben a nemzeti alapú megítélést az általános emberi kezdte háttérbe szorítani (Richard Huss, Otto Fritz Jickeli, Otto Folberth verseiben, prózai írásaiban).
Az első világháborút követő események (az erdélyi szász vezetőknek a román állam melletti elkötelezettsége, majd az államberendezkedést követő kiábrándulás) szükségszerűen vezették az erdélyi szász értelmiség egy részét a hasonló kisebbségi helyzetbe került erdélyi magyarsággal való kapcsolatkeresés irányába. Ez a politikai háttere annak, hogy a következő – közel másfél – évtized a szász–magyar kapcsolatok legpozitívabb időszaka: az irodalmi szervezkedésekben egész sor rokon kezdeményezés talál egymásra, ugyanakkor a háború után született romániai német irodalmi művekben megváltozik a magyarságról korábban bekövesedett, előítéletes negatív kép is. Mindaddig, amíg a nagynémet birodalmi politika a romániai németségre is ki nem terjeszti hatalmi törekvéseit, s a hitleri ideológia gyökeret nem ereszt a körükben, az erdélyi magyar–szász szellemi kapcsolatok sem azelőtt, sem azóta nem tapasztalt kivirágzásának lehetünk tanúi.

## A két világháború közt
Az első jele ennek a megváltozott viszonyulásnak az 1922-es segesvári Petőfi-centenárium, ahol a magyarok mellett a románság és a szászok képviselői is jelen vannak: Joseph Bacon szász költő Petőfi Segesvárt c. verse németül a költő, magyarul Tessitori Nóra előadásában az ünnepségek egyik emelkedett pillanata. 1924-ben Heinrich Zillich szerkesztésében megindul a Klingsor c. irodalmi folyóirat, s 1926-ban a Helikon íróinak első találkozóján Marosvécsen már ott ül a szászok képviseletében Robert Maurer, aki lelkesen számol be az ott látottakról, míg Otto Folberth egy hasonló korábbi, bár folytatás nélkül maradt kezdeményezés, az 1921-es szenterzsébeti szász íróösszejövetel emlékét felidézve értékeli a „valamivel szerencsésebb csillagzat alatt” született magyar írói tömörülést. Még 1926-ban „magyar szám”-ot ad ki a Klingsor (1926. június), „szász számot” a Pásztortűz (1926. július); ez utóbbiban György Lajos írja: „Részünkről ez nem érdekességhajhászás és nem csupán udvarias viszonzása …az előzékeny és megbecsülő figyelemnek… hanem jól megfontolt irodalmi és kultúrpolitikai program is egyszersmind. Őszinte vallomástétel amellett, hogy jószándékkal keressük a lelki közösség egymáshoz vezető útjait…” (Erdélyi szász számunk. Pásztortűz, 1926. 289). 1928-ban azután a meginduló Erdélyi Helikon s benne különösen Áprily Lajos, Berde Mária, Kuncz Aladár és Molter Károly, a Klingsor oldaláról pedig Zillich mellett Otto Folberth, Erwin Wittstock, Egon Hajek a kapcsolatok építői.
1928 júliusában Nagyenyeden magyar–szász írótalálkozóra, 1928. november 17-én Kolozsváron szász, 1929. szeptember 28-án Brassóban magyar irodalmi estre kerül sor (szeptemberben a Klingsor újabb „magyar szám”-ot jelentet meg), s ezt a sort folytatja az Erdélyi Helikon 1931. májusi újabb szász, illetve a Klingsor újabb magyar száma (1932. június), s közben az 1932. május 19-én megrendezett medgyesi magyar–szász irodalmi est, Folberth, Wittstock (1929. január 10.), Zillich (1930. január 20.) és Folberth (1930. december 21.) fellépése a Kemény Zsigmond Társaság felolvasóülésein, vagy más vonatkozásban az Osvát Kálmán szerkesztette Erdélyi lexikon, amelyben nem kevesebb mint 67 személyi és gyűjtőszócikk szól a szász irodalom és közélet szereplőiről, ill. szász intézményekről.
Mindezzel párhuzamosan rendszeressé válnak a kölcsönös fordítások (ebben az időben jelenik meg magyarul Kós Károly fordításában Meschendörfer Die Stadt im Osten c. regénye, németül a Szibériai garnizon), az irodalmi művekre reagáló ismertető-értékelő kritikák, pedig nem csak a két folyóiratra, hanem az évtizedforduló egész mérvadó erdélyi magyar, ill. szász sajtójára kiterjednek.
Nem egyszerűen irodalompolitikai gesztusokról van szó, hanem a transzilvanizmus gondolata és programja alapján létrejött találkozásról a két irodalom képviselői között. Ekörül – az „erdélyi lélek” mibenléte és értelmezése körül – bontakozik ki főképp a Klingsor és az Erdélyi Helikon hasábjain az a hosszas esszé-vita, amelyben szász oldalról az „erdélyi ember alkatában”, a táj hatásában (Egon Hajek), a szülőföldhöz való ragaszkodás és a tolerancia közösségében (Friedrich Müller-Langenthal), illetve a „Kelet támadásában” (Zillich) látták ennek a lelkiségnek az alapját, s a megoldást egy „keleti Svájc”-ban, ahol eddig is „a népek üldözését mindig kívülről szították” (Zillich). A vitában megszólalnak baloldaliak is: Gaál Gábor és Aradi Viktor a Korunkban, Nicolae Iorga a Neamul Românesc Literar hasábjain cáfolja egy külön „erdélyi lélek” meglétét. Végül szász oldalról is megszólaltak olyan hangok, amelyek „magyar érdeket” véltek felfedezni az „erdélyi gondolat”-ban, s az újabb értékelés 1930 után inkább az „elhidegülés” jeleit mutatta: „Világpolitikai kérdések, az irodalom új jelenségeinek értékelése, valamint egymás megítélése képezték az összeütközések tárgyát, kölcsönös vádaskodásba fullasztva a közös sorsról megindult eszmecserét” (Balogh F. András: i. m. 105). „A harmincas évek végén… bekövetkezett a szász szellemi élet »gleichschaltolása«… a jelentős irodalmi orgánumok felszámolódtak… a szerzők egy része hallgatni kényszerült, [mások] …Németországban jutottak publikálási lehetőséghez” (i. m. 108).
A két világháború közötti szász irodalmat alkotó művek értékelése szintén nem egyértelműen pozitív ebből a szempontból: „Az erdélyi gondolat – állapítja meg ugyancsak Balogh F. András – nem vált az irodalom vezérmotívumává, esztétikumgeneráló erővé…” (uo.), aki mindössze Zillich egy novelláját (Drei Freunde. 1936) és Wittstock Bruder, nimmt die Brüder mit c. regényét (1934) látja „ízig-vérig transzilván művek”-nek.

## 1950 után
Több mint másfél évtizedes megszakítás után a romániai német irodalom az 1950-es évek derekán jut újra megszólalási lehetőséghez. A romániai írók első kongresszusán, 1956 júniusában Nagy Istvánnak a „nemzeti kisebbségek irodalmáról” szóló társjelentésében már az Írószövetségbe betagolódott és saját irodalmi fórumhoz juttatott új romániai német irodalomnak is jut egy alfejezet. Az 1956-os magyar forradalom leverését követő időszakban azonban a szász írók egy csoportja (Hans Bergel és társai) elleni per ezt is derékba töri. Szórványos – és főképp a hivatalos ideológia propagandaszándékait tükröző – fordítások után csak 1970-től, a Kriterion Könyvkiadó e térre is kiterjedő művelődéspolitikai koncepciója keretében mutatkoznak a kapcsolatfelvétel új tényei: magyarul Borsné Fejér Gizella, Ferencz Zsuzsanna, Szász János és Veres István tolmácsolásában Robert Flinker, Otto Jickeli, Arnold Hauser, Meschendörfer, Franz Storch, Erwin Wittstock regényei, elbeszélései, Ferencz László fordításában a fiatal német írók novellaantológiája, Kányádi Sándor átköltésében az erdélyi szász népköltészet egyedülálló válogatása (Egy kis madárka ül vala… 1977); németül Ursula Bedners, Lotte Berg, Anemone Latzina, Hildegard Mark, Helga Reiter, Erika Scharff tolmácsolásában Bálint Tibor Páskándi Géza, Sütő András, Szabó Gyula, Szász János prózája, Kányádi Sándor versei, Benedek Elek meséi, Dankanits Ádám erdélyi kultúrtörténeti tanulmányai jelennek meg.

## 1989 után
A diktatúra rendszerének bukása utáni immár közel két évtizedben – a könyvkiadás anyagi forrásainak átrendeződése miatt – ennek a kölcsönös ismerkedésnek nem vagy alig volt folytatása. Legfeljebb Kányádi Sándor verseinek egy kisebb kétnyelvű válogatását (Entspannung – Kikapcsolódás) s Hans Bergel, Eginald Schlattner, Balogh F. András, ill. Hajdú Farkas-Zoltán fordította regényeit említhetjük. Mindketten a „fekete templomi per” elítéltjei, s könyveikben a magyarságkép is mellékessé válik; az ő esetükben „…inkább egy átfogóbb társadalom- és emberszemléletről beszélhetünk, amely a fasizmus kategóriáinak tagadásából kinőve, nem a nemzetiségén keresztül láttatja az embert, hanem cselekedetén és erkölcsén keresztül” (Balogh F. András: i. m. 119).
Ennek a több évtizedes időszaknak a romániai német irodalmi termésében a művekben megjelenő magyarságkép is változásokon megy át. Egyrészről, a múltba visszavetítve, a korábbi „ellenségkép” osztályharcos színezetet kap (Valentin Heinrich: Um gleiches Rech. 1956), másrészt, bár eltávolodik a korábbi kliséktől, egyfajta humanista általánosságban oldódik fel (az erdélyi táj Hans Bergel, Verona Bratesch, Claus Stephani magyar szereplőket is említő verseiben, magyarok lakta vidékeket is megelevenítő úti jegyzeteiben, az avantgárd felé tájékozódók – Rolf Bossert, Anemone Latzina, Franz Hodjak – nemzetiségfölöttiségében). Az erdélyi tradíciók a szász íróperben bebörtönzött Georg Scherg Da keiner Herr und keiner Knecht (Bukarest, 1966) és Paraskiv, Paraskiv (Kolozsvár, 1976), vagy a már német nyelvterületen publikáló Andreas Birkner (Tatarenpredigt. Bécs, 1973) és legmélyebben Joachim Wittstock (Karusselpolka, Aschenbergen, Die geschichte der Anna Kendi) regényeiben érzékelhetők.